# Suregada procera
Suregada procera là một loài thực vật có hoa trong họ Đại kích. Loài này được (Prain) Croizat miêu tả khoa học đầu tiên năm 1942.